# Faurea decipiens
Faurea decipiens är en tvåhjärtbladig växtart som beskrevs av Charles Henry Wright. Faurea decipiens ingår i släktet Faurea och familjen Proteaceae. Inga underarter finns listade i Catalogue of Life.